# Principauté de Chaghaniyan
début du VIIe siècle – fin du VIIIe siècle
Entités précédentes :
- Empire hephtalite

Entités suivantes :
- Califat abbasside

La principauté de Chaghaniyan, connue dans les sources arabes comme al-Saghaniyan, contrôle la région de Chaghaniyan (en) du début du VIIe siècle à la fin du VIIIe siècle. Elle est dirigée par une dynastie iranienne, dont les membres ont le titre Chaghan Khudah (moyen iranien : Čagīnīgān Xvaday, signifiant « seigneur de Chaghaniyan »).

## Histoire
Au début du VIIe siècle, la principauté de Chaghaniyan se libère de la domination de l'empire hephtalite et devient indépendante. Elle est alors dirigée par des chefs locaux portant le titre de Chaghan Khudah. Lors de la conquête musulmane de la Perse, les Chaghan Khudah apportent leur aide à leurs parents, les Sassanides, dans leur lutte contre le califat des Rachidoune. Les Arabes, après avoir vaincu l'empire sassanide, portent leur attention sur les principautés autonomes du Khorassan, dont entre autres la principauté de Chaghaniyan. En 652, le Chaghan Khudah et les dirigeants de Tâloqân, Guzgan et Fâryâb aident le dirigeant du sud du Tokharistan dans sa lutte face aux Arabes, qui sortent finalement victorieux de la bataille. Le califat Rachidun, cependant, entre en guerre civile, avant d'être finalement dirigé par une nouvelle famille qui fonde le califat omeyyade. Au début des années 660, le Chaghan Khudah Turantash envoie un représentant à Varkhuman, le roi sogdien de Samarcande.
En 705, le général arabe Qutayba ben Muslim parvient à faire reconnaître l'autorité musulmane à la principauté de Chaghaniyan, alors dirigée par un certain Tish. Ce dernier souhaitait ainsi profiter de l'aide des Arabes pour défaire les seigneurs voisins d'Akharun et de Shuman, au nord du Tokharistan, qui menaient des incursions sur son territoire,. Ceci n'empêche pas qu'en 718, Tish, ainsi que le roi sogdien Gurak (en), le roi de Samarcande Narayana, le roi de Kumadh et le Bukhar Khudah de Boukhara, envoient ensemble une ambassade auprès de la cour des Tang en Chine afin de demander leur aide contre les Arabes. La principauté de Chaghaniyan aide cependant tout de même les Arabes lors de leurs affrontements contre les Türgesh, et est présente à leurs côtés lors de leur défaite à la bataille des Bagages (en), où le Chaghan Khudah est tué. Après la bataille, une grande partie du Khorassan, excepté Chaghaniyan, reste sous domination arabe. Chaghaniyan sera reprise par le général Nasr ibn Sayyar (en) et redevient vassal du califat omeyyade. Après cet épisode, les Chaghan Khudah disparaissent des sources. À la fin du VIIIe siècle, Chaghaniyan tombe sous le contrôle direct du califat abbasside, ayant succédé au califat omeyyade en 750. Les Muhtajids (en), une dynastie iranienne contrôlant le Chaghaniyan au Xe siècle, descendent peut être des Chaghan Khudah.